# Titan (Interkontinentalrakete)

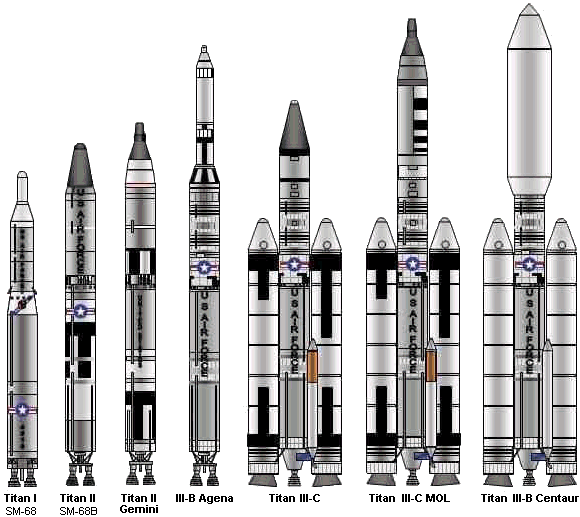
Die Titan-Raketenfamilie im Überblick: links die beiden ICBMs, rechts die Trägerraketen

Die Titan I und Titan II waren Interkontinentalraketen (ICBMs) der USA und dem Strategic Air Command (SAC) unterstellt. Die 1962 bis 1965 stationierte Titan I (SM-68; HGM-25A) war die erste echte zweistufige Großrakete der USA. Die 1963 bis 1987 stationierte Titan II (SM-68B, LGM-25C) war die schwerste je von den USA in Dienst gestellte ICBM und die letzte, die flüssige Treibstoffe verwendete. Ausgemusterte Titan-II-Raketen wurden zwischen 1988 und 2003 als Trägerraketen für Satelliten und Raumsonden genutzt.

## Beginn der Entwicklung

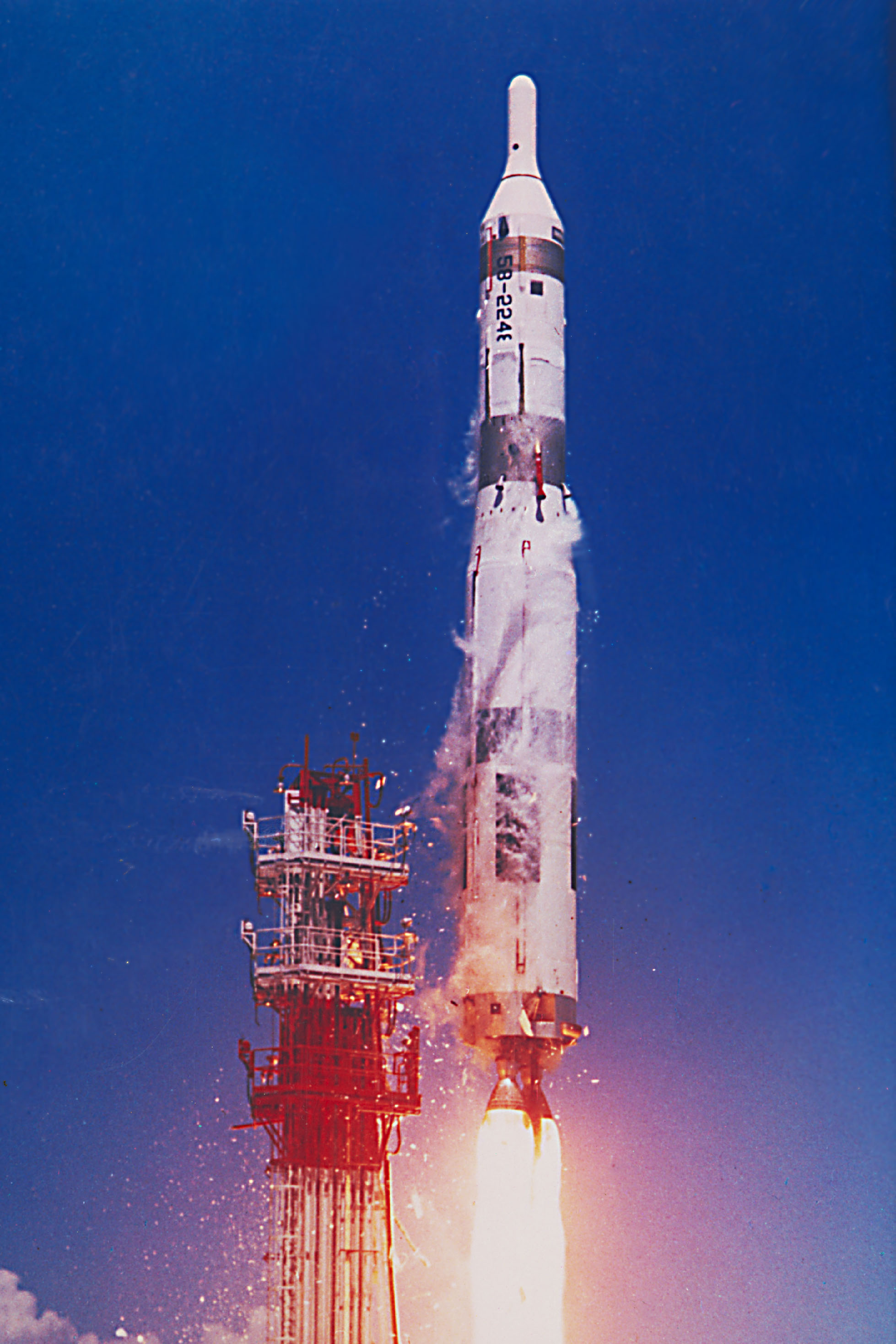
Eine Titan I startet zu einem Testflug von Cape Canaveral, Florida

Im Juli 1954 wurde von einem Beraterkomitee der US Air Force (USAF) vorgeschlagen, ein zweites Interkontinentalraketenprogramm parallel zum Atlas-Programm von Consolidated Vultee Aircraft Corporation zu beginnen. Dieses neue Programm sollte ein alternatives Design zur Atlas-Rakete darstellen und eine echte zweistufige Rakete sein. Durch Fortschritte in der Raketentechnik hielt man zu diesem Zeitpunkt eine echte zweistufige Rakete für technisch machbar und versprach sich von einem solchen Design Vorteile in Hinsicht auf Nutzlast und Reichweite. Weiterhin konnte man eine solche Rakete in ihre beiden Stufen zerlegt transportieren, was Vorteile bei der Stationierung in Hinsicht auf das Straßennetz in den USA hatte. Im April 1955 wurde das Projekt von der USAF genehmigt, mit der Bedingung, dass sich der Produktionsstandort im Binnenland der USA befinden müsse, um eine weitere Konzentration von Rüstungsbetrieben in Küstennähe zu verhindern. Die Ausschreibung der USAF forderte eine Rakete, welche einen thermonuklearen Sprengkopf mit einem Gewicht von rund 1,5 Tonnen über 9.000 km befördern konnte und einen Streukreisradius von weniger als neun Kilometern hat. Weiterhin sollte die Rakete eine möglichst geringe Reaktionszeit besitzen. Drei Firmen nahmen an der Ausschreibung Teil: Douglas Aircraft, Martin Company und Lockheed Aircraft. Die Martin Company bekam den Zuschlag und am 27. Oktober 1955 wurde der Vertrag zur Entwicklung, Bau und Testen einer als XSM-68 bezeichneten zweistufigen Rakete unterschrieben. Weiterhin sollte die Martin Company ein Programm zur kompletten Entwicklung des Waffensystems WS 107-A2 Titan entwerfen. Am 6. März 1956 wurde der Grundstein für das neue Werk der Martin Company in Littleton (Colorado) gelegt. Die Triebwerke für die Titan I wurden von Aerojet entwickelt. Das radio-inertiale Steuerungssystem, welches zuerst für die Atlas-Rakete vorgesehen war, wurde von Bell Telephone Laboratories entwickelt. Gegen Ende des Jahres 1962 bekam die Rakete allerdings wieder ein inertiales Steuerungssystem von AC Spark Plug, einer Abteilung von General Motors. Der Wiedereintrittskopf wurde von AVCO entwickelt. Die erste Titan-Rakete wurde von der USAF am 8. Juni 1958 übernommen.

## Testprogramm der Titan I
Die Titan I wurde in acht Produktionslosen hergestellt, wobei es sich bei den ersten sieben Losen um verschiedene Entwicklungsvarianten handelte und beim achten Los um die operativen Raketen.
- Los A – nur aktive Erststufe, Zweitstufe ohne Triebwerke und mit Wasserfüllung
- Los B – Exemplare zum Test der Stufentrennung, nur kurzes Zünden der zweiten Stufe
- Los C – beide Stufen aktiv, limitierte Reichweite
- Los G – beide Stufen aktiv, erhöhte Reichweite
- Los J – Prototypen der operativen Raketen
- Los M – Modelle zum Testen des inertialen Steuerungssystems der Titan II
- Los V – Sondermodelle für OSTF/SLTF Tests
- Los SM – operative Raketen

Insgesamt wurden 163 Raketen produziert, davon 62 für das Testprogramm und 101 als operative Raketen SM-68A Titan I. Die Raketen des ersten Loses verfügten über eine voll funktionsfähige erste Stufe und eine Zweitstufenattrappe. Für das Testflugprogramm auf der Cape Canaveral Air Force Station war die Martin Company und die 6555. Test Wing der USAF verantwortlich. Die Tests von Cape Canaveral an der amerikanischen Ostküste dienten dem ersten Erfahrungsgewinn mit dem neuen Raketensystem, seinen genauen Flugeigenschaften und der Handhabung am Boden. Genutzt wurden die Rampen 15, 16, 19 und 20. Der erste Start fand am 6. Februar 1959 von Rampe 15 statt und verlief erfolgreich, wie auch die nächsten drei Flüge mit passiver Zweitstufe. Am 14. August 1959 schlug der erste Versuch eines Teststarts mit Zündung der zweiten Stufe fehl. Am 2. Februar 1960 gelang der erste Flug mit Zündung der Zweitstufe. Am 10. August 1960 flog eine Titan I zum ersten Mal über eine Distanz von 5000 sm (9260 km).
Für die operativen Flugtests war die Vandenberg AFB in Kalifornien vorgesehen. Seit 1958 wurde dort an der Operational Suitability Test Facility (OSTF) gearbeitet. Diese Anlage sollte die ersten Erfahrungen mit der Handhabung von Titan-Raketen in ihren Silos und dem Start daraus erbringen. Die OSTF entsprach noch nicht der geplanten Silokonfiguration für die Stationierungsstandorte, war dieser aber sehr ähnlich. Nach dem Betanken der Rakete im Silo sollte ein großer hydraulischer Aufzug die Rakete aus ihrem Silo heben und diese anschließend abgefeuert werden. Bei einem Betankungstest am 3. Dezember 1960 wurde die Rakete aus dem Silo gefahren und sollte anschließend wieder abgesenkt werden, dabei versagte der hydraulische Lift und die Rakete sackte voll betankt unkontrolliert im Silo ab. Bei der anschließenden Explosion wurde die Anlage komplett zerstört. Auf einen Wiederaufbau wurde verzichtet. Am 3. Mai 1961 erfolgte der erste Start einer Titan I von Vandenberg von der Silo Launch Test Facility (SLTF). Eine speziell für diesen Start modifizierte Rakete wurde, anders als die später operativen Titan I im Silo gestartet. Dieser Test bildete die Grundlage für das spätere Stationierungskonzept der Titan II und blieb der einzige Im-Silo-Start einer Titan I. Am 23. September 1961 erfolgte der erste Start einer Titan I von der nun fertiggestellten Titan I Training Facility (TF-1; Startkomplex 395-A1; -A2; A3) in Vandenberg, welche den operativen Silos entsprach. Am 29. Januar 1962 endete das Testflugprogramm der Titan I auf der Cape Canaveral AFS in Florida. Danach wurden nur noch operative Tests von der Vandenberg AFB durchgeführt, die mit dem Ende des Titan-I-Programms 1965 endeten. Insgesamt gab es 47 Titan-I-Entwicklungsflüge, davon 32 erfolgreich, zehn teilweise erfolgreich und fünf Fehlschläge.

## Stationierung der Titan I
Titan-I-Raketen wurden in Raketenkomplexen stationiert, von denen jeweils drei eine Strategic Missile Squadron (SMS) bildeten. Die USAF verlangte zuerst nach elf SMS, zwischenzeitlich war sogar eine Streichung bis auf eine SMS bzw. die komplette Streichung des Programmes wegen dessen hoher Kosten im Gespräch. Schließlich wurden 54 Raketen in sechs SMS stationiert. Die Standorte für Titan-I-Raketen waren die Lowry AFB (2 SMS), Mountain Home AFB, Beale AFB, Larson AFB und Ellsworth AFB. Die Siloanlagen auf der Vandenberg AFB konnten ebenfalls in Alarmzustand versetzt werden, jedoch dienten sie mit Ausnahme eines kurzen Zeitraumes während der Kubakrise nur Trainingszwecken.
Die vollständig unterirdisch gelegenen Raketenkomplexe bestanden aus jeweils drei Silos, einem Startkontrollzentrum und einem Maschinenhaus, die über Tunnel miteinander verbunden waren. Die Anlagen besaßen ihre eigene Energie- und Wasserversorgung. Der Mindestabstand zwischen zwei Silokomplexen lag bei etwa 32 km. Die Silos waren dazu ausgelegt, einem Überdruck durch eine nahe Kernwaffenexplosion von bis zu 700 kPa (100 psi) zu widerstehen.
Für einen Start musste die Rakete im Silo mit flüssigen Sauerstoff betankt werden. Danach öffneten sich zwei je 125 t schwere Tore über dem Silo und die Rakete wurde an die Oberfläche gehoben. Parallel wurden ebenfalls durch Betondeckel geschützte Radar- und Antennenanlagen ausgefahren, welche der radio-inertialen Steuerung der Rakete dienten. Die gesamte Startprozedur von der Erteilung des Startbefehls bis zum Start an der Oberfläche dauerte etwa 15 bis 20 Minuten.
Die ersten Titan I wurden am 18. April 1962 auf der Beale AFB in Alarmzustand versetzt. Im Mai 1963 akzeptierte die USAF die Empfehlung, zwischen 1965 und 1968 alle Titan-I- und Atlas-Raketen außer Dienst zu stellen. Im November 1964 gab US-Verteidigungsminister Robert McNamara die Ausmusterung aller Atlas- und Titan-I-Raketen bis Juni 1965 bekannt. Die letzte Titan I wurde im April 1965 außer Dienst gestellt. Im Gegensatz zu ausgemusterten Titan-II- und Atlas-Raketen wurden keine Titan I zu Satellitenträgern umgerüstet, alle Raketen wurden verschrottet oder Museen übergeben. Die Titan I war zwischenzeitlich für das suborbitale Testprogramm des Dyna-Soar-Programmes der USAF im Gespräch, jedoch kam es nicht zu dessen Umsetzung.

## Entwicklung der Titan II

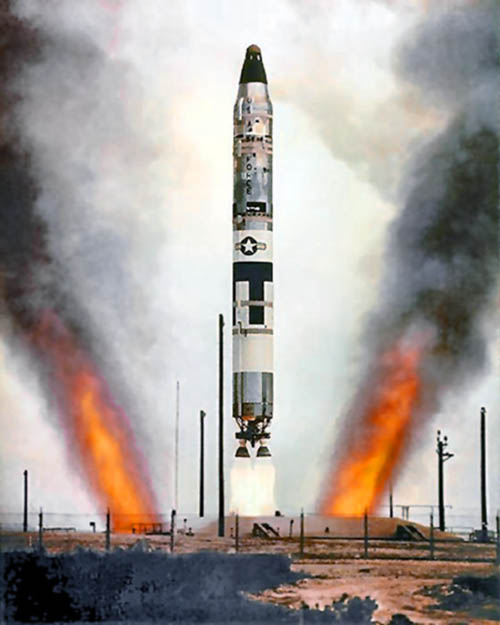
Eine Titan II startet aus einem Silo der Vandenberg AFB, Kalifornien

Im Juli 1958 untersuchte die USAF mögliche Veränderungen im Titan-I-Programm. Sowohl die hohen Kosten als auch die hohe Reaktionszeit stellten ein Problem für die USAF dar, und man gab Empfehlungen zur Vereinfachung und dadurch Kostenreduzierung des Titan-Programms. So sollte die Rakete auf In-Silo-Starts umgerüstet werden, ein inertiales Steuerungssystem bekommen, lagerfähige Treibstoffe verwenden und ein 1×9-Stationierungskonzept eingeführt werden (neun einzelne Silos in einer SMS). Im April 1960 wurde der erste Entwicklungsplan veröffentlicht, der die Titan II enthielt. Die neue Rakete sollte weit weniger komplex zu handhaben sein, mehr Schub entwickeln, eine vergrößerte Zweitstufe sowie eine vergrößerte Nutzlast und Reichweite besitzen. Mit dem Sprengkopf der Titan I sollte die Rakete eine Reichweite von rund 15.000 km und mit einem eigens zu entwickelnden größeren Sprengkopf eine Reichweite von etwa 10.000 km aufweisen. Die Entwicklung neuer Triebwerke für die Titan II begann noch parallel zur Triebwerksentwicklung für die Titan I bei Aerojet. Die Entwicklung des In-Silo-Startkonzeptes begann 1959. Die USAF griff hierbei auf Erfahrungen der britischen Royal Air Force zurück, welche dieses Konzept für ihre Mittelstreckenrakete Blue Streak entwickelt hatte. Der Titan-I-Start aus der SLTF im Mai 1961 wies die Tauglichkeit des Konzepts für die in Entwicklung befindliche Titan II nach.
Das Testflugprogramm während der Entwicklung der Titan II wurde von normalen Startrampen von der Cape Canaveral AFB in Florida (23 Starts) und Silos auf der Vandenberg AFB (neun Starts) zwischen 1962 und 1964 durchgeführt. Die Entwicklungsmodelle wurden als N-Serie bezeichnet, die späteren operativen Raketen als B-Serie. Für die Testflüge wurden die Rampen 15 und 16 in Florida von der Titan I auf die Titan II umgerüstet. Am 16. März 1962 startete die erste Titan II von Florida. Im Gegensatz zum Testprogramm der Titan I waren bei der Titan II von Anfang an beide Stufen funktionsfähig. Während des Testprogramms traten in der ersten Stufe starke Vibrationen auf, die bei einem Testflug am 6. Dezember 1962 – dem einzigen Flug einer Titan II mit dem Mk.4-Sprengkopf der Titan I – unter anderem zum frühzeitigen Abschalten der ersten Stufe führten. Martin-Marietta testete verschiedene Lösungen zur Verringerung der Vibrationen. Beim Testflug am 1. November 1963 konnten die Schwingungen schließlich auf ein erträgliches Maß reduziert werden, das auch für die Verwendung als bemannte Trägerrakete für das Gemini-Programm der NASA akzeptabel war. Auf der Vandenberg AFB wurden die Silos 395-B, 395-C und 395-D errichtet. Am 27. April 1963 startete die erste Titan II aus einem Silo auf der Vandenberg AFB. Die Rakete verließ das Silo erfolgreich, allerdings löste sich ein Verbindungskabel nicht richtig von der Rakete, wodurch das Steuerungssystem der Rakete glaubte, diese befinde sich noch im Silo. Die zweite Stufe der Rakete fiel mitsamt dem Sprengkopf (ohne nukleares Material) in den Pazifischen Ozean. Der Sprengkopf wurde in einer aufwendigen Aktion von Tauchern geborgen. Der erste wirklich erfolgreiche Start aus einem Silo erfolgte am 27. April 1963. Insgesamt wurden 33 Raketen für das Entwicklungsprogramm gebaut. Davon wurden 32 für Testflüge eingesetzt und eine Rakete wurde dauerhaft auf der Sheppard AFB für Trainingszwecke verwendet. Diese Rakete befindet sich heute im Titan Missile Museum in Arizona.
Im ersten Jahr der Stationierung traten an vielen Raketen in ihren Silos vermehrt Oxidator-Lecks auf. Diese wurde durch Mikrofrakturen verursacht, durch die geringe Mengen Oxidator austraten und mit der Luftfeuchtigkeit in den Silos zu Salpetersäure reagierten, wodurch eine beschleunigte Korrosion einsetzte. Dieses Problem war während des Entwicklungsprogramms der Rakete nicht aufgefallen, da es währenddessen zu keiner längeren Lagerung der Raketen mit Treibstoff an Bord in ihren Silos kam. Die Raketen wurden – wenn möglich – im Silo ausgebessert; falls dies nicht möglich war, wurden sie in das Werk nach Colorado transportiert und dort repariert.

## Stationierung der Titan II

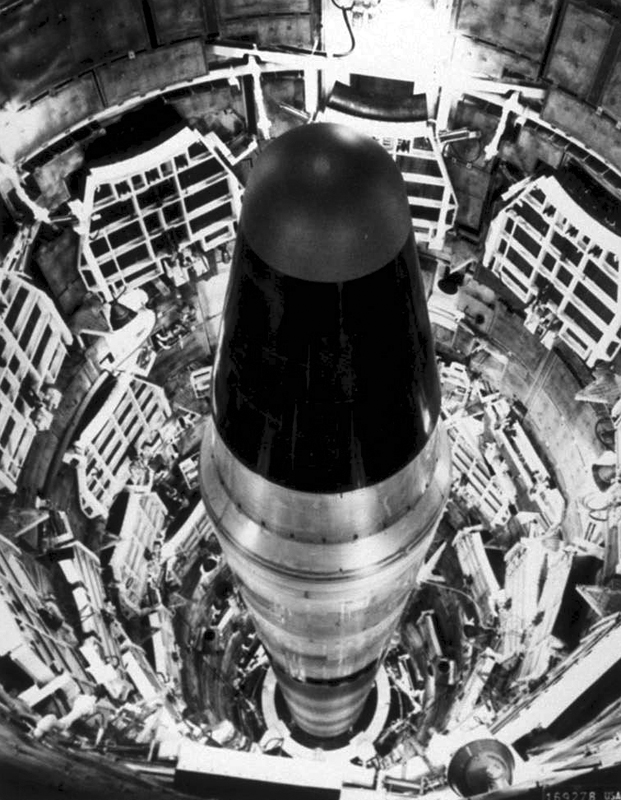
Eine Titan II mit dem Mk.6/W-53-Sprengkopf an der Spitze in ihrem Silo

Die Titan II wurde anders als die Titan I in Raketenkomplexen mit jeweils einer Rakete stationiert. Jeder Komplex bestand aus dem Raketensilo mit der Titan II und einem Startkontrollzentrum. Das Silo wurde von einer 740 t schweren Betonabdeckung geschützt, die vor einem Start hydraulisch zur Seite gefahren würde und die Rakete freigab. Zwischen Silo und Kontrollzentrum befand sich das Zugangsportal zum Komplex mit einem Aufzug und einer Explosionsschutzstruktur, die im Falle einer Explosion (an der Oberfläche oder im Silo) das Startkontrollzentrum schützen sollte. Sie bestand aus zwei Schleusen mit jeweils zwei 3 t schweren hydraulisch bewegten Türen. Die Raketenkomplexe waren bis zu einem Überdruck von 2100 kPa (300 psi) geschützt und hatten einen Abstand von etwa 13 bis 18 km zueinander. Ihr Bau dauerte jeweils etwa zwei Jahre.
Auf jedem Komplex hatten Mannschaften von jeweils vier Soldaten für 24 Stunden Bereitschaft. Die Mannschaften bestanden aus zwei Offizieren, einem Raketenkomplextechniker und einem Raketentechniker. Neun dieser Raketenkomplexe bildeten eine SMS, von denen jeweils zwei an den drei operativen Basen zu einem Strategic Missile Wing (SMW) zusammengefasst wurden. Stationiert wurden die SMW an der Little Rock AFB (Arkansas), Davis-Monthan AFB (Arizona) und McConnell AFB (Kansas), was 54 Raketen entspricht. Die erste Titan II wurde am 15. April 1963 in den Alarmzustand versetzt. Ende Dezember 1963 waren alle 54 Raketen an den drei operativen Basen im Dienst. Sie repräsentierten zu diesem Zeitpunkt etwa 27 % der Sprengkraft des amerikanischen strategischen Kernwaffenarsenals. Zwischen 1967 und 1969 standen weiterhin zwei Raketen in den Startkomplexen der Vandenberg AFB in Gefechtsbereitschaft, solange die Silos nicht für Trainingsflüge benötigt wurden.
Für Trainingsflüge wurde per Zufallsprinzip eine stationierte Rakete ausgewählt und durch eine eingelagerte Rakete ersetzt. Die ausgewählte Rakete wurde zur Vandenberg AFB transportiert. Dort wurde sie in eines der dortigen Silos installiert. Es wurden die Originalsprengköpfe der stationierten Raketen auf den Trainingsflügen verwendet, allerdings ohne die nuklearen Komponenten. Bei Testflügen mit einer Höhenzündung (Air Burst) des Sprengkopfes enthielt dieser auch den hochexplosiven Sprengstoff, der die Kernladung zünden sollte. Für Missionen mit Kontaktzündung (Ground Burst) befand sich ein spezielles Trefferset an Bord, um die genaue Flugbahn vor dem Aufschlag zu bestimmen. Der Start wurde entweder von Mannschaften der 395th SMS der Vandenberg AFB oder durch eine Mannschaft der drei operativen SMWs durchgeführt. Ursprünglich plante das SAC auch den Test einer Rakete mit einem echten Sprengkopf, vergleichbar dem Test Frigate Bird mit einer Polaris-A1 durch die US Navy im Jahr 1962. Der zwischen den USA und der UdSSR 1963 geschlossene Vertrag, der Kernwaffentests in der Atmosphäre verbietet, verhinderte dies aber. Ebenfalls wurde ein Testflug von der Davis-Monthan AFB 1963 wegen Protesten durch die Regierung des Staates Arizona, der umliegenden Counties sowie Mexikos gestrichen. Die Testflüge nach 1969 wurden bis auf den letzten Flug von der US Army für die Entwicklung der Raketenabwehr der USA finanziert. So wurde die Fähigkeit zur Erfassung anfliegender Sprengköpfe mit Radar überprüft oder die Titan dienten als Ziel für das Nike-Zeus-Raketenabwehrsystem.
Die Lebensdauer des Titan-II-Programmes war ursprünglich auf fünf Jahre ausgelegt. Letztendlich wurden es 24 Jahre. Am 24. April 1981 gab die Reagan-Regierung bekannt, dass man die Titan II außer Dienst stellen werde. Zu diesem Zeitpunkt standen noch 52 Titan II in Dienst von den insgesamt 1052 landgestützten Interkontinentalraketen der USA zu jenem Zeitpunkt. Die Deaktivierung begann im September 1982 auf der Davis-Monthan AFB und wurde am 5. Mai 1987 auf der Little Rock AFB beendet. Nach der Deaktivierung wurden die Raketenkomplexe entkernt, das Silo gesprengt und die Zugänge versiegelt sowie abgedeckt.

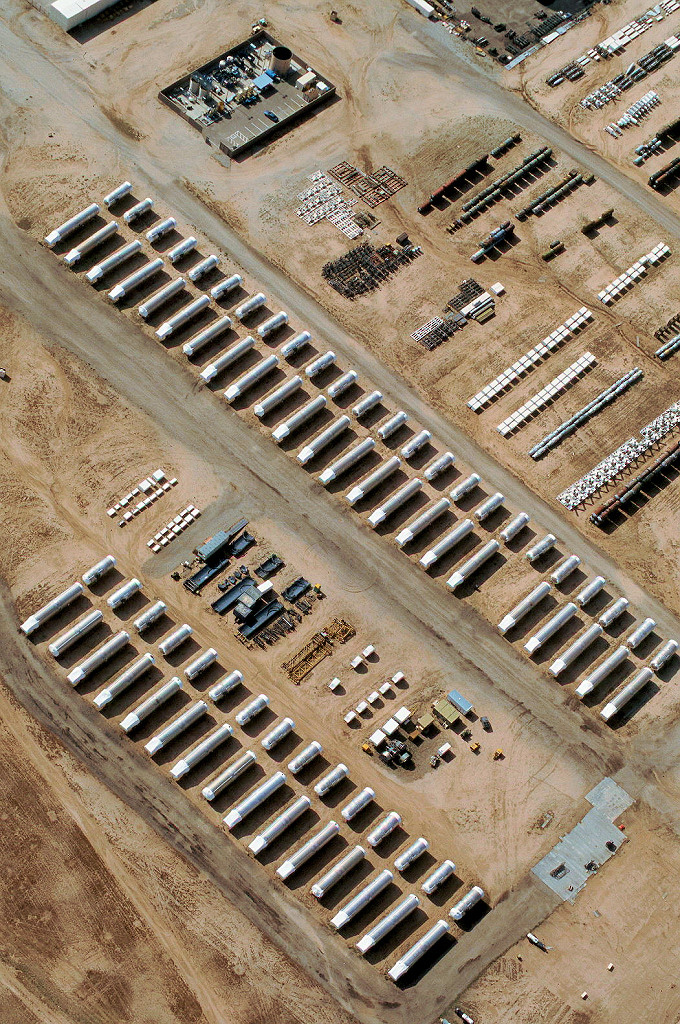
Titan-II-Raketenstufen auf der Davis-Monthan AFB im Jahr 2006

Es wurden 108 Titan-II-Raketen für das operative Programm zwischen Juni 1963 und Juni 1967 gebaut. Zwischen 1965 und 1976 wurden 49 dieser Raketen von der Vandenberg AFB für Trainings- und Entwicklungszwecke gestartet. Zwei Raketen wurden durch Unfälle zerstört. Nach der Ausmusterung der Titan II wurden 39 Raketen auf der Davis-Monthan AFB eingelagert und 14 Raketen für das Titan-II-SLV-Trägerraketenprogramm ausgewählt. Drei weitere Raketen wurden Museen übergeben.

## Technik der Titan-Raketen

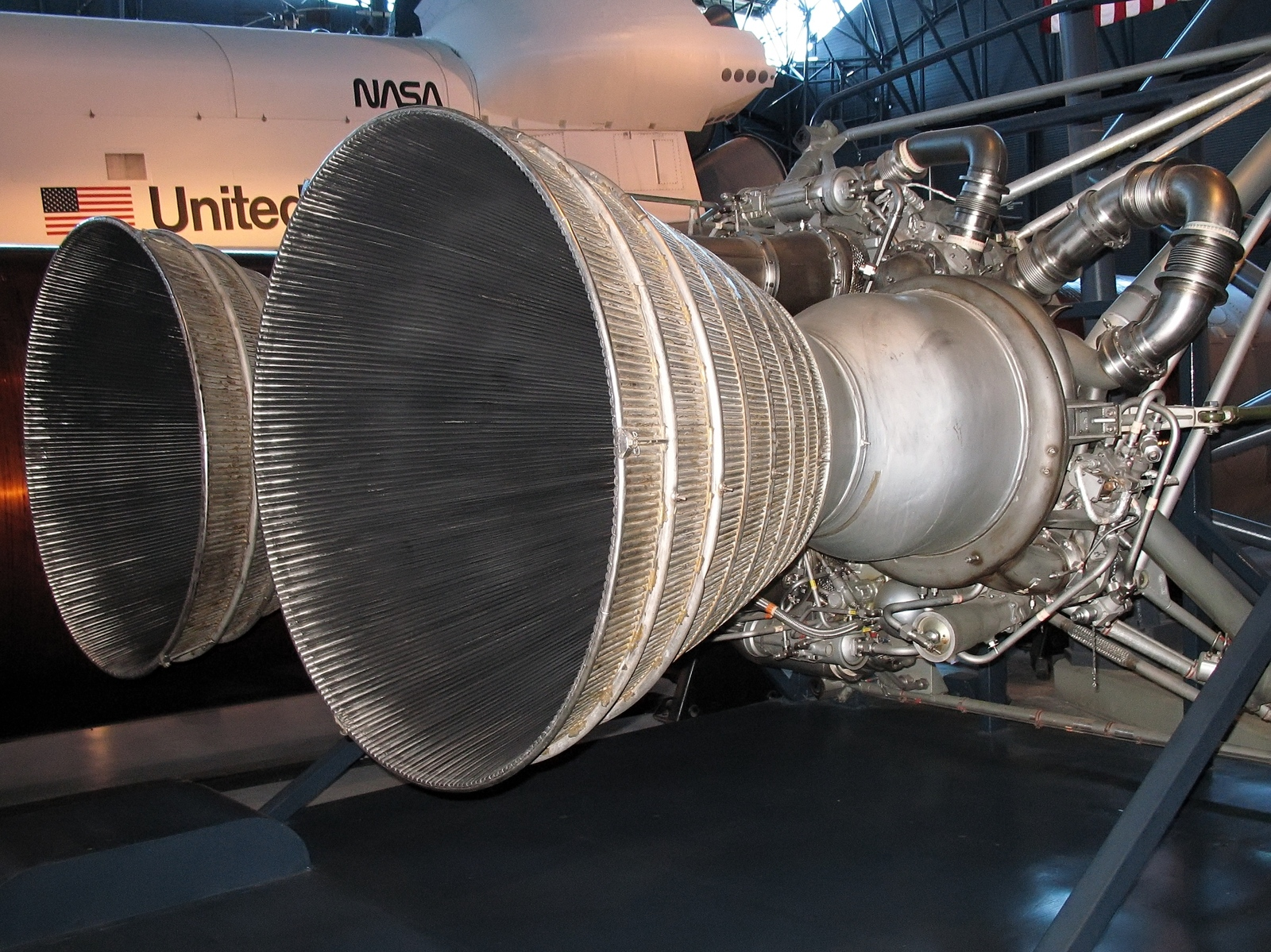
Ein Aerojet LR87-AJ3-Triebwerk der Titan-I-Erststufe

Die Titan I und II waren zweistufige Raketen mit flüssigen Treibstoffen. Die Titan I verwendete RP-1 (eine kerosinähnliche Substanz) als Treibstoff und flüssigen Sauerstoff als Oxidator in beiden Stufen. Da der flüssige Sauerstoff auf −183 °C gekühlt werden muss, konnte er nicht dauerhaft in den Raketen gelagert werden. Daher mussten die Raketen vor dem Start betankt werden. Die Struktur der beiden Stufen war im Gegensatz zu den Ballontanks der Atlas-Rakete selbsttragend. Die erste Stufe der Titan I nutzte ein von Aerojet entwickeltes LR87-AJ3-Triebwerk mit zwei Brennkammern. Der Schub dieses Triebwerkes in Meereshöhe lag bei 1.296 kN. Das Aerojet-Triebwerk LR-91-AJ3 mit einer Brennkammer der zweiten Stufe lieferte 356 kN Schub im Vakuum. Das Triebwerk der ersten Stufe wurde vollständig regenerativ gekühlt, während die Düse des Zweitstufentriebwerkes ablativ gekühlt wurde, da die große Düse dieses Triebwerkes eine regenerative Kühlung schwierig gestaltete. Die zweite Stufe war weiterhin mit zwei kleinen Verniertriebwerken für Kurskorrekturen nach dem Abschalten des Haupttriebwerkes ausgestattet. Die Titan I sollte ursprünglich mit einem inertialen Steuerungssystem der Bosch Arma Corporation ausgestattet werden. Dieses System wurde aber im März 1958 zum Atlas-Programm transferiert und die Titan I mit dem radio-inertialen System von Bell Telephone Laboratories ausgestattet. Bei einem radio-inertialen Steuerungssystems wird der Aufstieg der Rakete mit Radar verfolgt und mittels Funk Kurskorrekturen an die Rakete gesendet. Bei einem vollständig inertialen System misst die Rakete selbst die Beschleunigung in allen drei Achsen, um daraus ihren Kurs zu errechnen und entsprechende Korrekturen vorzunehmen. Anfang 1959 wurde ein neuer Vertrag über die Entwicklung eines inertialen Steuerungssystems mit AC Spark Plug geschlossen. Dieses System stand Ende 1962 zur Verfügung.
Für die Titan II waren verschiedene Treibstoffkombinationen in Diskussion, schließlich wurde Distickstofftetroxid (NTO) als Oxidator und Aerozin 50 als Treibstoff eingesetzt. Aerozin 50 ist eine 50:50-Mischung aus unsymmetrischem Dimethylhydrazin (UDMH) und Hydrazin. Für die Struktur der ersten Stufe wurden die Produktionsmethoden von der Titan I weitgehend übernommen, allerdings wurde die Struktur für den geplanten Start im Silo verstärkt. Als Triebwerk in der ersten Stufe kam ein LR-87-AJ5 von Aerojet zum Einsatz, das eine Weiterentwicklung des Titan-I-Triebwerkes war. Das LR-87-AJ5 bestand aus zwei Brennkammern mit jeweils eigenem Turbopumpensatz, die zusammen in einen Rahmen installiert waren. Das Triebwerk lieferte etwa 50 % mehr Schub als das Triebwerk der Titan I. Für die zweite Stufe der Titan II kam das LR-91-AJ5 zum Einsatz, ebenfalls eine Weiterentwicklung des Titan-I-Zweitstufentriebwerkes. Der Durchmesser der zweiten Stufe wurde auf 3,05 m erhöht, so dass die Titan II nun einen durchgängigen Durchmesser von erster und zweiter Stufe hatte. Die erste Stufe wurde verlängert und konnte nun deutlich mehr Treibstoff aufnehmen, während die zweite Stufe kürzer als die der Titan I war, aber durch den größeren Durchmesser ebenfalls mehr Treibstoff aufnehmen konnte. Die Gesamtmasse der Titan II stieg somit um etwa 50 % gegenüber der Titan I. Die Titan II bekam ein inertiales Steuerungssystem von AC Spark Plug. Da allerdings im Laufe der 1970er-Jahre klar wurde, dass es für dieses System bald keine Ersatzteile mehr geben würde, beschloss man die Umrüstung der Titan II auf das Universal Space Guidance System (USGS) von Delco Electronics. Dieses System war schon auf der Trägerrakete Titan IIIC mehrmals erfolgreich geflogen. Es handelte sich dabei um eine für Trägerraketen modifizierte Variante eines Steuerungssystems, das schon längere Zeit bei der Boeing 707 und Boeing 747 eingesetzt wurde. Am 27. Juni 1976 startete eine Titan II mit dem neuen Steuerungssystem von der Vandenberg AFB, dies war der letzte Flug einer Titan-II-Interkontinentalrakete. Zwischen Januar 1978 und Juni 1979 wurden alle Titan II mit dem neuen System ausgestattet.

## Sprengkopf

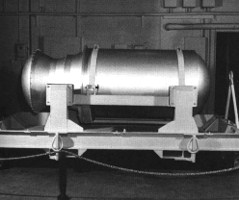
W-53-Sprengkopf ohne Mk6

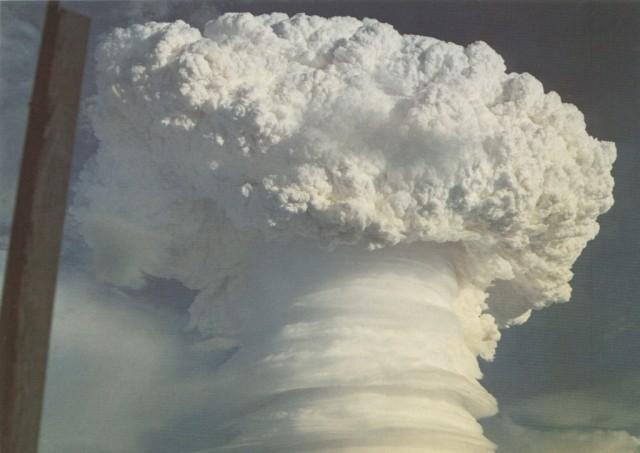
Atompilz vom Test Oak während der Operation Hardtack I: Test des Prototyps für den W-53-Sprengkopf

Die Titan I verfügte über einen Mk.4-Wiedereintrittskopf mit einem thermonuklearen W-38-Sprengsatz von 3,75 MT Sprengkraft. Der Wiedereintrittskopf wurde von AVCO gebaut, die Kernwaffe war eine Entwicklung des University of California Radiation Laboratory (UCRL, später Lawrence Livermore National Laboratory). Diese Konfiguration zusammen mit Täuschkörpern und Adapter, die auch bei den Raketen Atlas-E und -F zum Einsatz kam, wog etwa 2 t.
Die Titan II trug einen Mk.6-Wiedereintrittskopf von General Electric mit einem W-53-Sprengsatz des Los Alamos Special Laboratory (LASL). Die genaue Sprengkraft des W-53 gab die USAF nie bekannt. Veröffentlichungen des US-Kongresses legen eine Sprengkraft von 9 MT nahe; ein Prototyp des Sprengkopfes, der 1958 bei dem Kernwaffentest Hardtack Oak im Pazifik gezündet wurde, erreichte 8,9 MT. Damit war der Mk.6/W-53 der mit Abstand stärkste Sprengkopf aller US-amerikanischen Interkontinentalraketen. Die Gesamtmasse inklusive Täuschkörper und Adapter lag bei 4,19 t. Die Titan II hätte auch den Mk.4A der Titan I tragen können, womit ihre Reichweite erheblich gesteigert worden wäre.
Der Mk.4 der Titan I wie auch der Mk.6 der Titan II waren sowohl zur Höhen- als auch zur Kontaktzündung geeignet. Die Titan II war für den Einsatz gegen große Flächenziele vorgesehen, bei denen mehrere Einrichtungen gleichzeitig hätten zerstört werden sollen. Gegen gehärtete Ziele wie Raketensilos oder andere verbunkerte Anlagen war die Titan II wegen ihrer vergleichsweise geringen Treffgenauigkeit nicht sinnvoll einsetzbar. Die Wiedereintrittskörper sowohl der Titan I als auch die der Titan II setzten während ihres Anfluges auf das Ziel Täuschkörper aus, um ein gegnerisches Raketenabwehrsystem leichter überwinden zu können.
Schon 1960 startete die USAF Studien über verbesserte Wiedereintrittsköpfe für ihre Raketen. Der daraufhin vorgeschlagene MK.17-MIRV-Sprengkopf für die Titan II war eine vergrößerte Variante des Mk.12 für die spätere Minuteman III und hätte bei einer Sprengkraft von 2 MT etwa 560 kg gewogen. Das nie umgesetzte Konzept sah vor, dass jede Titan II mit sechs Mk.17 auszustatten war.

## Flugprofil
Die Titan I wurde nach einem Startbefehl mit RP-1 und flüssigem Sauerstoff betankt und mittels eines Lifts aus dem Silo gefahren. Diese Prozedur dauerte etwa 15 Minuten. An der Oberfläche zündeten die Triebwerke, die Rakete stieg für einige Sekunden vertikal auf und schwenkte dann in die Richtung ihres Zielpunktes. Nach 134 Sekunden schaltete die erste Stufe ab und wurde abgeworfen. Kleine Feststofftriebwerke sorgten danach kurzzeitig für Schub, da das Triebwerk der zweiten Stufe nicht in Schwerelosigkeit gezündet werden konnte. Die Brenndauer der zweiten Stufe richtete sich nach dem genauen Zielpunkt. Bei einem Flug über die volle Reichweite feuerte das Triebwerk für etwa 100 Sekunden. Nach dem Ausbrennen wurden mittels zwei kleiner Veniertriebwerke letzte Korrekturen am Flugprofil vorgenommen. Der Sprengkopf wurde abgetrennt und befand sich ab diesem Zeitpunkt auf einer freien ballistischen Flugbahn mit einem Gipfelpunkt bei etwa 1000 km Höhe. Der Wiedereintritt des Sprengkopfes erfolgte bei einem Flug über die volle Reichweite nach 32 Minuten und der Aufschlag am Boden etwa 50 Sekunden später.
Die Abfolge der Ereignisse bei einem Titan-II-Flug glich weitgehend dem bei einem Flug der Titan I, auch wenn sich durch den unterschiedlichen Schub, Masse und Treibstoffladung die genaue Dauer der einzelnen Flugabschnitte unterschieden. Die Startsequenz war durch den lagerfähigen Treibstoff jedoch anders. Im Silo stand die bereits vollbetankte Rakete für das Einleiten der Startsequenz bereit. Nach dem Ausführen der Startsequenz durch die Silomannschaft bis zum Zünden der Rakete im Silo vergingen 58 Sekunden. Nach weiteren 1,8 Sekunden wurde die Rakete von den Halterungen im Silo gelöst und stieg zunächst für 15 Sekunden vertikal auf, bis der Steuercomputer sie in Richtung Ziel drehen ließ. Das Ausbrennen der ersten Stufe erfolgte nach 148 Sekunden. Im Gegensatz zur Titan I zündete die zweite Stufe der Titan II schon während die erste Stufe noch arbeitete, um die Zündung in der Schwerelosigkeit zu vermeiden. Die zweite Stufe arbeitete je nach Zielpunkt etwa 180 Sekunden, Veniertriebwerke zündeten für letzte Flugkorrekturen und kurz darauf wurde der Sprengkopf abgetrennt. Der Bahngipfelpunkt lag bei einem Flug über die volle Reichweite bei etwa 1250 km. Der Wiedereintritt erfolgte nach etwa 35 Minuten und der Aufschlag des Sprengkopfes etwa 1 Minute später.
|                                 | Titan I       | Titan I       | Titan I        | Titan I                | Titan II      | Titan II      | Titan II       | Titan II               |
| ------------------------------- | ------------- | ------------- | -------------- | ---------------------- | ------------- | ------------- | -------------- | ---------------------- |
|                                 | Zeitpunkt (s) | Flughöhe (km) | Flugweite (km) | Geschwindigkeit (km/s) | Zeitpunkt (s) | Flughöhe (km) | Flugweite (km) | Geschwindigkeit (km/s) |
| Zündung erste Stufe             | 0             | 0             | 0              | 0                      | 0             | 0             | 0              | 0                      |
| Brennschluss erste Stufe        | 134           | 63            | 70             | 2,4                    | 148           | 74            | 74             | 2,5                    |
| Brennschluss zweite Stufe       | 240           | 270           | 621            | 6,7                    | 328           | 340           | 691            | 6,6                    |
| Abschalten der Veniertriebwerke | 340           | 358           | 927            | 6,7                    | 343           | 373           | 781            | 6,6                    |
| Gipfelhöhe                      | 1.061         | 973           | kA             | kA                     | 1.165         | 1.247         | 4.861          | 5,5                    |
| Wiedereintritt                  | 1.920         | 90            | 9.720          | 7                      | 2.114         | 88            | 9.685          | 7                      |
| Einschlag                       | 1.970         | 0             | 9.900          | 0,3                    | 2.191         | 0             | 9.903          | 0,2                    |

## Unfälle mit Titan-Interkontinentalraketen
- 24. Mai 1962 – Beale AFB, Kalifornien

Dass die verwendete Treibstoffkombination (Kerosin und flüssiger Sauerstoff) für den Silobetrieb äußerst problematisch ist, zeigte sich an diesem Tag. Arbeiter waren gerade dabei, flüssigen Sauerstoff nachzutanken, als plötzlich ein Feuer ausbrach und die ganze Rakete in Flammen aufging. 65 Arbeiter starben.
- 26. September 1962 – Larson AFB, Washington

Bei Wartungsarbeiten zündete eine Retrorakete am Stufenadapter zwischen der ersten und zweiten Stufe. Die Rakete und das Silo wurden schwer beschädigt.
- 9. August 1965 – Komplex 373-4, Little Rock AFB, Arkansas

Im Rahmen des Projektes YARD FENCE wurden 1965 und 1966 massive Verbesserungen an den Titan-II-Silos vorgenommen. Zivile Firmen führten die Arbeiten in den Silos aus. Die Rakete verblieb betankt im Silo, allerdings ohne Sprengkopf. Am 9. August befanden sich mehr als 50 zivile Arbeiter des beauftragten Unternehmens am Komplex 373-4, um die Arbeiten durchzuführen. Bei Schweißarbeiten im Silo an einer schwer zugänglichen Stelle beschädigte ein Arbeiter eine Hydraulikleitung. Dies führte zu einem schweren Feuer im Silo, welches das Leben von 53 Arbeitern forderte. Nur zwei Arbeitern gelang es, das Silo lebend zu verlassen. Dies war der schwerste Unfall im Rahmen des Titan-II-Programmes. Die nachfolgende Untersuchungen deckte schwere organisatorische und sicherheitstechnische Mängel bei der Durchführung des Projekt YARD FENCE durch SAC und die zivilen Auftragsnehmer auf. Die Rakete im Silo blieb allerdings unbeschädigt. Am 29. September 1966 wurde das Silo wieder in den Alarmzustand versetzt.
- 24. Januar 1968 – Komplex 373-5, Little Rock AFB, Arkansas

Ein Soldat stürzte bei Wartungsarbeiten in einem Titan-II-Silo in den Schacht und verstarb daraufhin.
- 8. Oktober 1976 – Komplex 374-7, Little Rock AFB, Arkansas

Bei Reinigungsarbeiten wurde Freon eingesetzt, um Hydraulikflüssigkeitsrückstände an einer Titan-II-Rakete im Silo zu entfernen. Leere Freon-Behälter wurden von den Arbeitern in den Flammendeflektor am Boden des Silos fallen gelassen. Daraufhin bildete sich eine sauerstofffreie Schicht im Flammendeflektor aus, da das restliche Freon aus den Behältern den Sauerstoff verdrängte. Als später zwei Soldaten die Behälter einsammeln wollten, begaben sie sich in die sauerstofffreie Freonatmosphäre und verstarben kurze Zeit später.
- 24. August 1978 – Komplex 533-7, McConnell AFB, Kansas

Nach einer intensiven Überprüfung der Titan II des Silos 533-7 im Rahmen des Reliability and Aging Surveillance Program (RASP – Zuverlässigkeits- und Alterungsüberwachungs-Programm) wurde diese wieder mit Treibstoff und dem Oxidator Distickstofftetraoxid (NTO) betankt. Nach dem Befüllen der ersten Stufe mit NTO schloss beim Entfernen des Betankungsschlauches das Ventil am Tank nicht und der Treibstoff floss aus dem vollen Tank ins Silo. Eine Wolke des Oxidators trat aus dem Silo aus und bewegte sich in Richtung der Kleinstadt Rock, die daraufhin evakuiert wurde. Es wurde beschlossen, Wasser in das Silo einzuleiten und so den Oxidator zu binden. Nachfolgend befanden sich etwa 400.000 Liter verdünnte Salpetersäure im Silo und mussten aufwändig entsorgt werden. Die beiden Soldaten, welche die Rakete betankten, verstarben trotz des Tragens von Schutzanzügen. SAC beschloss, das Silo wieder herzurichten und vergab entsprechende Verträge. Das Silo sollte ab dem 8. Januar 1982 wieder zur Verfügung stehen, allerdings wurde währenddessen die Ausmusterung der Titan II beschlossen und die Instandsetzungsarbeiten am Silo eingestellt.
- 18. September 1980 – Komplex 374-7, Little Rock AFB, Arkansas

Bei Wartungsarbeiten an der Titan-II-Rakete im Silo 374-7 ließ ein Soldat eine etwa 4 kg schwere Werkzeugnuss eines Schraubenschlüssels fallen. Diese stürzte ins Silo und schlug den mit Aerozin-50 gefüllten Treibstofftank der ersten Raketenstufe leck. Nachfolgend wurde das Silo und später das Startkontrollzentrum des Komplexes evakuiert. In den frühen Morgenstunden des 19. September sollten zwei Zweimannteams den Komplex betreten und eine Bestandsaufnahme vornehmen. Um 3 Uhr morgens entzündete sich der Treibstoff und die Rakete explodierte im Silo. Durch die Explosion wurden 22 Personen verletzt, einer der Soldaten erlag später seinen Verletzungen im Krankenhaus. Die 740 t schwere Siloabdeckung landete etwa 200 m vom Silo entfernt. Der Mk.6-Wiedereintrittskörper wurde zerstört, der darin befindliche W-53-Sprengkopf wurde jedoch weitgehend intakt in etwa 100 m Entfernung vom Silo gefunden. Das Silo 374-7 wurde komplett zerstört, das Startkontrollzentrum blieb jedoch vollkommen intakt. Der Dokumentarfilm Der Beinahe-GAU von Arkansas (alt: Damascus, USA. Der GAU; englisch: Command and Control, deutsche Erstausstrahlung bei arte am 21. Juli 2020) handelt von diesen Ereignissen. SAC beschloss wegen der hohen Kosten, das Silo nicht wieder herzurichten. Der Unfall offenbarte viele Mängel im Management des Titan-II-Programmes durch SAC und trug zum Beschluss zur Ausmusterung der Raketen bei.

## Titan II Space Launch Vehicle (SLV)

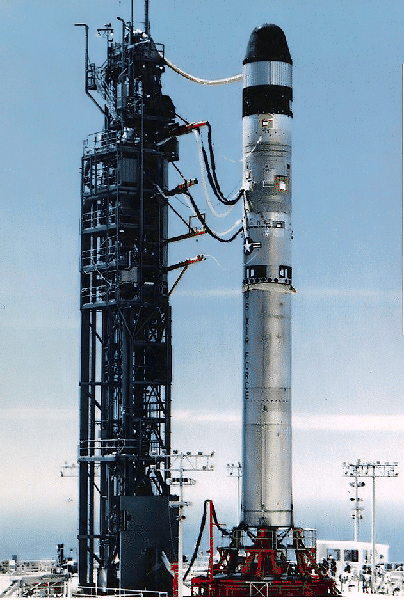
Titan 23 G kurz vor ihrem Erstflug am 5. September 1988

Bereits 1972 hatte Martin-Marietta vorgeschlagen, ausgemusterte Titan-II-Interkontinentalraketen als Trägerrakete zu verwenden. Die Firma wollte den Startkomplex 395-C auf der Vandenberg AFB umrüsten und veranschlagte dafür 2 Millionen US-Dollar. Die US Air Force lehnte dies zum damaligen Zeitpunkt aber ab. In den 1980er-Jahren wurde die Verwendung als Trägerrakete nach der Außerdienststellung der Titan II wieder in Betracht gezogen. Im Rahmen der neuen Pläne sollte allerdings kein In-Silo-Start durchgeführt werden, sondern die Rakete von normalen Rampen starten. Zum damaligen Zeitpunkt standen noch 55 Raketen zur Verfügung, 52 in den aktiven Silos und 3 als Ersatz auf jeder Betreiberbasis der Titan II. Im Januar 1986 schloss die US Air Force mit Martin-Marietta einen Vertrag zur Umrüstung der Titan II zu Trägerraketen ab und erhöhte im Verlaufe des Jahres 1987 ihren Auftrag auf insgesamt 14 Raketen. Die Raketen wurden als Titan 23G bezeichnet. Es sollten so viele Teile wie möglich von den Originalraketen Verwendung finden und nur wenn nötig auf Komponenten aus der Titan-III-Familie zurückgegriffen werden. Die Tanks der ausgewählten Raketen wurden im Werk von Martin-Marietta demontiert, geprüft, ausgebessert und wieder zusammengefügt. Veränderungen mussten am oberen Ende der 2. Stufe durchgeführt werden, wo anstatt des Sprengkopfes nun ein Nutzlastadapter angebracht werden sollte. Durch die ständige Überprüfung während der Einsatzzeit der Titan II waren die Triebwerke aller Raketen in sehr gutem Zustand und konnten problemlos Verwendung finden. Erst im Jahr 1978 hatte die gesamte Titan-II-Flotte ein neues inertiales Steuerungssystem bekommen, das weitgehend mit dem der Titan-III-Raketen identisch war. Diese Systeme wurden beim Hersteller Delco Electronics getestet und mit leichten Anpassungen für die Titan-II-Trägerraketen verwendet. Von der Titan-III-Familie wurde Nutzlastverkleidung, Nutzlastadapter, das Flugkontrollsystem und Verkabelung übernommen. Für den Start der Rakete wurde auf der Vandenberg AFB der Komplex SLC-4W modifiziert. Der erste Start erfolgte am 5. September 1988, der letzte am 18. Oktober 2003. Dreizehn der vierzehn modifizierten Raketen kamen zum Einsatz, alle Starts verliefen in Bezug auf die Titan II erfolgreich.

## Technische Daten
|                                                            | Titan I                           | Titan II                        |
| ---------------------------------------------------------- | --------------------------------- | ------------------------------- |
| USAF Bezeichnung                                           | SM-68A / HGM-25A                  | SM-68B / LGM-25C                |
| Entwicklungsbeginn                                         | 1956                              | 1960                            |
| erster Testflug                                            | 6. Februar 1959                   | 16. März 1962                   |
| letzter Flug                                               | 5. März 1965                      | 27. Juni 1976                   |
| erste Rakete aktiviert                                     | 18. April 1962                    | 15. April 1963                  |
| letzte Rakete deaktiviert                                  | April 1965                        | 5. Mai 1987                     |
| Produktion                                                 | 1958–1962                         | 1962–1967                       |
| gebaute Entwicklungsmodelle                                | 62                                | 33                              |
| gebaute operative Modelle                                  | 101                               | 108                             |
| Entwicklungsflüge                                          | 47                                | 32                              |
| Trainings- und Demonstrationsflüge                         | 20                                | 49                              |
| stationierte Raketen (ohne Vandenberg AFB)                 | 54                                | 54                              |
| Stationierungsart                                          | Startkomplexe mit je 3 Silos      | Startkomplexe mit je einem Silo |
| Startart                                                   | Silo-Lift (Zündung an Oberfläche) | In-Silo-Zündung                 |
| Gesamtlänge mit Sprengkopf                                 | 29,7 m                            | 31,3 m                          |
| Länge 1. Stufe inklusive Triebwerke und Zweitstufenadapter | 17,25 m                           | 21,39 m                         |
| Länge 2. Stufe                                             | 7,74 m                            | 5,87 m                          |
| Länge Sprengkopfadapter                                    | 1,41 m                            | 1,15 m                          |
| Länge Sprengkopf                                           | 3,3 m                             | 3,1 m                           |
| Durchmesser 1. Stufe                                       | 3,05 m                            | 3,05 m                          |
| Durchmesser 2. Stufe                                       | 2,26 m                            | 3,05 m                          |
| Leermasse erste Stufe mit Stufenadapter                    | 2.034 kg                          | 2.313 kg                        |
| Vollmasse erste Stufe mit Stufenadapter                    | 80.490 kg                         | 115.664 kg                      |
| Leermasse zweite Stufe                                     | 1.725 kg                          | 2.313 kg                        |
| Vollmasse zweite Stufe                                     | 20.590 kg                         | 28.914 kg                       |
| Vollmasse mit Sprengkopf                                   | 102.902 kg                        | 148.379 kg                      |
| Triebwerk erste Stufe                                      | 1 × Aerojet LR87-AJ3 (-AJ1)       | 1 × Aerojet LR87-AJ5            |
| Triebwerk zweite Stufe                                     | 1 × Aerojet LR91AJ3 (-AJ1)        | 1 × Aerojet LR91-AJ5            |
| Schub erste Stufe (Meereshöhe)                             | 1.295,900 kN                      | 1.893,400 kN                    |
| Schub zweite Stufe                                         | 355,863 kN                        | 444,819 kN                      |
| Treibstoff 1. Stufe                                        | Kerosin RP-1                      | Aerozin 50                      |
| Oxidator 1. Stufe                                          | flüssiger Sauerstoff              | Distickstofftetraoxid (NTO)     |
| Treibstoff 2. Stufe                                        | Kerosin RP-1                      | Aerozin 50                      |
| Oxidator 2. Stufe                                          | flüssiger Sauerstoff              | Distickstofftetraoxid (NTO)     |
| Wiedereintrittskopf                                        | AVCO Mk.4                         | General Electric Mk.6           |
| Sprengsatz                                                 | UCRL W-38                         | LASL W-53                       |
| Sprengkraft                                                | 3,75 MT                           | 9 MT                            |
| Sprengkopfmasse                                            | 1,814 kg                          | 3,800 kg                        |
| Reichweite                                                 | ˜ 10.000 km                       | ˜ 10.000 km                     |
| CEP                                                        | < 1,8 km                          | 0,7 bis 1,4 km                  |

## Startanlagen

### Titan I
| Air Force Base              | Startkomplex | Starts | Air Force Einheit | strategische Bereitschaft     |
| --------------------------- | ------------ | ------ | ----------------- | ----------------------------- |
| Cape Canaveral AFS, Florida | LC15         | 10     | 6555 TW           | keine                         |
| Cape Canaveral AFS, Florida | LC16         | 6      | 6555 TW           | keine                         |
| Cape Canaveral AFS, Florida | LC15         | 10     | 6555 TW           | keine                         |
| Cape Canaveral AFS, Florida | LC20         | 16     | 6555 TW           | keine                         |
| Vandenberg AFB, Kalifornien | OSTF         | 0(1)   | 395 MTS           | keine                         |
| Vandenberg AFB, Kalifornien | SLTF         | 1      | 395 MTS           | keine                         |
| Vandenberg AFB, Kalifornien | 395-A1       | 11     | 395 MTS           | 1963                          |
| Vandenberg AFB, Kalifornien | 395-A2       | 4      | 395 MTS           | 1963                          |
| Vandenberg AFB, Kalifornien | 395-A3       | 4      | 395 MTS           | 1963                          |
| Lowry AFB, Colorado         | 3×3 Silos    | 0      | 724 SMS           | April 1962 – März 1965        |
| Lowry AFB, Colorado         | 3×3 Silos    | 0      | 725 SMS           | Mai 1962 – April 1965         |
| Mountain Home AFB, Idaho    | 3×3 Silos    | 0      | 569 SMS           | August 1962 – April 1965      |
| Beale AFB, Kalifornien      | 3×3 Silos    | 0      | 851 SMS           | September 1962 – Januar 1965  |
| Larson AFB, Washington      | 3×3 Silos    | 0      | 568 SMS           | September 1962 – Februar 1965 |
| Ellsworth AFB, South Dakota | 3×3 Silos    | 0      | 850 SMS           | September 1962 – Februar 1965 |

### Titan II
| Air Force Base              | Startkomplex                                | Starts | Air Force Einheit | strategische Bereitschaft   |
| --------------------------- | ------------------------------------------- | ------ | ----------------- | --------------------------- |
| Cape Canaveral AFS, Florida | LC15                                        | 10     | 6555 TW           | keine                       |
| Cape Canaveral AFS, Florida | LC16                                        | 6      | 6555 TW           | keine                       |
| Vandenberg AFB, Kalifornien | 395-B                                       | 16     | 395 SMS           | April 1968 – Dezember 1969  |
| Vandenberg AFB, Kalifornien | 395-C                                       | 29     | 395 SMS           | Juni 1967 – März 1968       |
| Vandenberg AFB, Kalifornien | 395-D                                       | 10     | 395 SMS           | Januar 1967 – Dezember 1969 |
| Little Rock AFB, Arkansas   | 18 Einzelsilos (373-1 bis -9; 374-1 bis -9) | 0      | 308 SMW           | Juni 1963 – Juli 1987       |
| McConnell AFB, Kansas       | 18 Einzelsilos (532-1 bis -9; 533-1 bis -9) | 0      | 381 SMW           | Juli 1963 – März 1985       |
| Davis Monthan AFB, Arizona  | 18 Einzelsilos (570-1 bis -9; 571-1 bis -9) | 0      | 390 SMW           | März 1963 – Mai 1984        |

## Startlisten

### Titan I
- F&E – Forschungs- und Entwicklungsmission
- DASO – Demonstration and Shakedown Operations
- NTMP – Testprogramm für Nike-Zeus-Abfangrakete, Titan als Zielkörper

| Datum              | Startplatz              | Rakete | Mission                      | Anmerkungen                                                             |
| ------------------ | ----------------------- | ------ | ---------------------------- | ----------------------------------------------------------------------- |
| 6. Februar 1959    | Cape Canaveral AFS LC15 | A-3    | F&E                          | Erfolgreich; nur erste Stufe aktiv                                      |
| 25. Februar 1959   | Cape Canaveral AFS LC15 | A-5    | F&E                          | Erfolgreich; nur erste Stufe aktiv                                      |
| 4. April 1959      | Cape Canaveral AFS LC15 | A-4    | F&E                          | Erfolg; nur erste Stufe aktiv                                           |
| 4. Mai 1959        | Cape Canaveral AFS LC15 | A-6    | F&E                          | Erfolg; nur erste Stufe aktiv                                           |
| 14. August 1959    | Cape Canaveral AFS LC19 | B-5    | F&E                          | Fehlschlag, erster Test mit echter Zweitstufe                           |
| 11. Dezember 1959  | Cape Canaveral AFS LC16 | C-3    | F&E                          | Fehlschlag; Fehlfunktion des Selbstzerstörungssystems                   |
| 2. Februar 1960    | Cape Canaveral AFS LC19 | B-7A   | F&E                          | Erfolg; Flug mittlerer Reichweite                                       |
| 5. Februar 1960    | Cape Canaveral AFS LC16 | C-4    | F&E                          | Teilerfolg                                                              |
| 24. Februar 1960   | Cape Canaveral AFS LC15 | G-4    | F&E                          | Erfolg; erster Flug mit Abtrennung des Mk.4 Sprengkopfes                |
| 8. März 1960       | Cape Canaveral AFS LC16 | C-1    | F&E                          | Erfolg                                                                  |
| 22. März 1960      | Cape Canaveral AFS LC15 | G-5    | F&E                          | Erfolg                                                                  |
| 8. April 1960      | Cape Canaveral AFS LC16 | C-5    | F&E                          | Erfolg                                                                  |
| 21. April 1960     | Cape Canaveral AFS LC15 | G-6    | F&E                          | Erfolg                                                                  |
| 28. April 1960     | Cape Canaveral AFS LC16 | C-6    | F&E                          | Erfolg                                                                  |
| 13. Mai 1960       | Cape Canaveral AFS LC15 | G-7    | F&E                          | Erfolg                                                                  |
| 27. Mai 1960       | Cape Canaveral AFS LC16 | G-9    | F&E                          | Erfolg                                                                  |
| 24. Juni 1960      | Cape Canaveral AFS LC15 | G-10   | F&E                          | Erfolg                                                                  |
| 1. Juli 1960       | Cape Canaveral AFS LC20 | J-2    | F&E                          | Fehlschlag                                                              |
| 28. Juli 1960      | Cape Canaveral AFS LC20 | J-4    | F&E                          | Teilerfolg                                                              |
| 10. August 1960    | Cape Canaveral AFS LC19 | J-7    | F&E                          | Erfolg, erster Flug über 9.000 km                                       |
| 30. August 1960    | Cape Canaveral AFS LC20 | J-5    | F&E                          | Erfolg                                                                  |
| 28. September 1960 | Cape Canaveral AFS LC19 | J-8    | F&E                          | Erfolg                                                                  |
| 28. September 1960 | Cape Canaveral AFS LC15 | G-8    | F&E                          | Erfolg, Flug über 10.800 km                                             |
| 7. Oktober 1960    | Cape Canaveral AFS LC20 | J-3    | F&E                          | Erfolg                                                                  |
| 24. Oktober 1960   | Cape Canaveral AFS LC19 | J-6    | F&E                          | Erfolg, Flug über 11.000 km                                             |
| 3. Dezember 1960   | Vandenberg AFB OSTF     | V-2    | F&E                          | Nicht-Test, OSTF und Rakete bei Bodenübung zerstört                     |
| 20. Dezember 1960  | Cape Canaveral AFS LC20 | J-9    | F&E                          | Teilerfolg                                                              |
| 20. Januar 1961    | Cape Canaveral AFS LC19 | J-10   | F&E                          | Teilerfolg                                                              |
| 9. Februar 1961    | Cape Canaveral AFS LC20 | J-11   | F&E                          | Erfolg                                                                  |
| 9. Februar 1961    | Cape Canaveral AFS LC19 | J-13   | F&E                          | Erfolg                                                                  |
| 2. März 1961       | Cape Canaveral AFS LC20 | J-12   | F&E                          | Teilerfolg                                                              |
| 28. März 1961      | Cape Canaveral AFS LC19 | J-14   | F&E                          | Erfolg                                                                  |
| 31. März 1961      | Cape Canaveral AFS LC20 | J-11   | F&E                          | Teilerfolg                                                              |
| 3. Mai 1961        | Vandenberg AFB SLTF     | VS-1   | F&E, SILVER SADDLE           | Erfolg; erster Start einer Rakete aus einem Silo, nur erste Stufe aktiv |
| 23. Mai 1961       | Cape Canaveral AFS LC20 | J-16   | F&E                          | Erfolg                                                                  |
| 23. Juni 1961      | Cape Canaveral AFS LC19 | M-1    | F&E                          | Teilerfolg                                                              |
| 21. Juli 1961      | Cape Canaveral AFS LC20 | J-18   | F&E                          | Erfolg                                                                  |
| 25. Juli 1961      | Cape Canaveral AFS LC19 | M-2    | F&E                          | Erfolg                                                                  |
| 4. August 1961     | Cape Canaveral AFS LC19 | J-19   | F&E                          | Erfolg                                                                  |
| 5. September 1961  | Cape Canaveral AFS LC20 | J-17   | F&E                          | Erfolg                                                                  |
| 7. August 1961     | Cape Canaveral AFS LC19 | M-3    | F&E                          | Erfolg                                                                  |
| 23. September 1961 | Vandenberg AFB 395-A1   | SM-2   | DASO Big Sam                 | Erfolg                                                                  |
| 29. September 1961 | Cape Canaveral AFS LC20 | J-20   | F&E                          | Erfolg                                                                  |
| 6. Oktober 1961    | Cape Canaveral AFS LC19 | M-4    | F&E                          | Erfolg                                                                  |
| 24. Oktober 1961   | Cape Canaveral AFS LC20 | J-21   | F&E                          | Erfolg                                                                  |
| 22. November 1961  | Cape Canaveral AFS LC20 | J-22   | F&E                          | Erfolg                                                                  |
| 29. November 1961  | Cape Canaveral AFS LC20 | M-5    | F&E                          | Erfolg                                                                  |
| 13. Dezember 1961  | Cape Canaveral AFS LC20 | J-23   | F&E                          | Erfolg                                                                  |
| 15. Dezember 1961  | Cape Canaveral AFS LC19 | M-6    | F&E                          | Erfolg                                                                  |
| 21. Januar 1962    | Vandenberg AFB 395-A3   | SM-4   | Double Martini               | Erfolg                                                                  |
| 29. Januar 1961    | Cape Canaveral AFS LC19 | M-7    | F&E                          | Erfolg                                                                  |
| 23. Februar 1962   | Vandenberg AFB 395-A1   | SM-18  | F&E Blue Gander              | Teilerfolg                                                              |
| 4. Mai 1962        | Vandenberg AFB 395-A1   | SM-34  | F&E Silver Top               | Erfolg                                                                  |
| 6. Oktober 1962    | Vandenberg AFB 395-A1   | SM-35  | F&E Tight Bracelet           | Erfolg                                                                  |
| 5. Dezember 1962   | Vandenberg AFB 395-A1   | SM-11  | F&E Yellow Jacket            | Erfolg                                                                  |
| 29. Januar 1963    | Vandenberg AFB 395-A1   | SM-8   | F&E Ten Men                  | Erfolg                                                                  |
| 30. März 1963      | Vandenberg AFB 395-A2   | SM-3   | DASO Young Blood; NTMP K-17  | Erfolg; Ziel für Raketenabwehr                                          |
| 4. April 1963      | Vandenberg AFB 395-A1   | V-1    | F&E Half Moon                | Erfolg                                                                  |
| 13. April 1963     | Vandenberg AFB 395-A3   | SM-1   | DASO Ramp Rooster; NTMP K-21 | Erfolg; Ziel für Raketenabwehr                                          |
| 1. Mai 1963        | Vandenberg AFB 395-A1   | V-4    | F&E Mares Tail               | Fehlschlag                                                              |
| 16. Juli 1963      | Vandenberg AFB 395-A2   | SM-24  | DASO Silver Spur             | Teilerfolg                                                              |
| 15. August 1963    | Vandenberg AFB 395-A1   | SM-7   | DASO High River; NTMP K-26   | Erfolg; Ziel für Raketenabwehr                                          |
| 30. August 1963    | Vandenberg AFB 395-A3   | SM-56  | DASO Polar Route             | Teilerfolg                                                              |
| 17. September 1963 | Vandenberg AFB 395-A2   | SM-83  | DASO Daily Mail              | Erfolg                                                                  |
| 14. November 1963  | Vandenberg AFB 395-A1   | SM-68  | DASO Fast Ride; NTMP K-24    | Erfolg; Ziel für Raketenabwehr                                          |
| 8. Dezember 1964   | Vandenberg AFB 395-A1   | SM-85  | ST West Wind I               | Teilerfolg                                                              |
| 14. Januar 1965    | Vandenberg AFB 395-A3   | SM-33  | ST West Wind III             | Teilerfolg                                                              |
| 5. März 1965       | Vandenberg AFB 395-A2   | SM-80  | ST West Wind II              | Teilerfolg                                                              |

### Titan II
- F&E – Forschung und Entwicklung
- DASO – Demonstration and Shakedown Operations Mission
- OT – Operational Test – operatives Testprogramm
- FOT – Follow-on Operational Test; fortgeführtes operatives Testprogramm
- SSTTP – Army Safeguard System Test Target Program; Armee-Sicherheitssystem-Testziel-Programm (Raketenabwehrprogramm der US Army)
- BMDTTP – Ballistic Missile Development Test Target Program; ballistisches Raketenentwicklungs-Testziel Programm (weiteres Raketenabwehr-Entwicklungs-Programm der US Army)
- SOFT – Signature of Fragmented Tanks; Signal von zerstörten Tanks (Test von Radarsystem zur Unterscheidung zwischen Tankfragmenten und Sprengkopf)
- ITF – Integrated Test Flight; integrierter Testflug (Testflug mit neuem Navigationssystem)

| Datum              | Startplatz              | Rakete   | Mission                 | Anmerkungen                       |
| ------------------ | ----------------------- | -------- | ----------------------- | --------------------------------- |
| 16. Februar 1962   | Cape Canaveral AFS LC16 | N-2      | F&E                     | Erfolg                            |
| 7. Juni 1962       | Cape Canaveral AFS LC15 | N-1      | F&E                     | Teilerfolg                        |
| 11. Juli 1962      | Cape Canaveral AFS LC15 | N-6      | F&E                     | Erfolg                            |
| 25. Juli 1962      | Cape Canaveral AFS LC16 | N-4      | F&E                     | Teilerfolg                        |
| 12. September 1962 | Cape Canaveral AFS LC15 | N-5      | F&E                     | Erfolg                            |
| 12. Oktober 1962   | Cape Canaveral AFS LC16 | N-9      | F&E                     | Teilerfolg                        |
| 26. Oktober 1962   | Cape Canaveral AFS LC15 | N-12     | F&E                     | Erfolg                            |
| 26. Oktober 1962   | Cape Canaveral AFS LC16 | N-11     | F&E                     | Fehlschlag                        |
| 19. Dezember 1962  | Cape Canaveral AFS LC15 | N-13     | F&E                     | Erfolg                            |
| 10. Januar 1963    | Cape Canaveral AFS LC16 | N-15     | F&E                     | Teilerfolg                        |
| 6. Februar 1963    | Cape Canaveral AFS LC15 | N-16     | F&E                     | Erfolg                            |
| 16. Februar 1963   | Vandenberg AFB 395-C    | N-7      | F&E                     | Teilerfolg, erster Start aus Silo |
| 21. März 1963      | Cape Canaveral AFS LC15 | N-18     | F&E                     | Erfolg                            |
| 19. April 1963     | Cape Canaveral AFS LC15 | N-21     | F&E                     | Teilerfolg                        |
| 27. April 1963     | Vandenberg AFB 395-C    | N-8      | F&E                     | Erfolg                            |
| 9. Mai 1963        | Cape Canaveral AFS LC16 | N-14     | F&E                     | Teilerfolg                        |
| 13. Mai 1963       | Vandenberg AFB 395-D    | N-19     | F&E                     | Erfolg                            |
| 24. Mai 1963       | Cape Canaveral AFS LC15 | N-17     | F&E                     | Erfolg                            |
| 29. Mai 1963       | Cape Canaveral AFS LC16 | N-20     | F&E                     | Fehlschlag                        |
| 20. Juni 1963      | Vandenberg AFB 395-C    | N-22     | F&E                     | Teilerfolg                        |
| 21. August 1963    | Cape Canaveral AFS LC15 | N-24     | F&E                     | Erfolg                            |
| 23. September 1963 | Vandenberg AFB 395-D    | N-23     | F&E                     | Erfolg                            |
| 1. November 1963   | Cape Canaveral AFS LC15 | N-23     | F&E                     | Erfolg                            |
| 9. November 1963   | Vandenberg AFB 395-C    | N-27     | F&E                     | Erfolg                            |
| 12. Dezember 1963  | Cape Canaveral AFS LC15 | N-29     | F&E                     | Erfolg                            |
| 16. Dezember 1963  | Vandenberg AFB 395-D    | N-28     | F&E                     | Erfolg                            |
| 15. Januar 1964    | Cape Canaveral AFS LC15 | N-31     | F&E                     | Erfolg                            |
| 23. Januar 1964    | Vandenberg AFB 395-C    | N-26     | F&E                     | Erfolg                            |
| 17. Februar 1964   | Vandenberg AFB 395-B    | B-15     | F&E                     | Erfolg                            |
| 26. Februar 1964   | Cape Canaveral AFS LC15 | N-32     | F&E                     | Erfolg                            |
| 13. März 1964      | Vandenberg AFB 395-C    | N-30     | F&E                     | Erfolg                            |
| 23. März 1964      | Cape Canaveral AFS LC15 | N-33     | F&E                     | Erfolg                            |
| 9. April 1964      | Cape Canaveral AFS LC15 | N-3A     | F&E                     | Erfolg                            |
| 30. Juli 1964      | Vandenberg AFB 395-D    | B-28     | DASO Cobra Skin         | Erfolg                            |
| 11. August 1964    | Vandenberg AFB 395-C    | B-9      | DASO Double Talley      | Erfolg                            |
| 13. August 1964    | Vandenberg AFB 395-B    | B-7      | DASO Gentle Annie       | Erfolg                            |
| 2. Oktober 1964    | Vandenberg AFB 395-C    | B-32     | DASO High Rider         | Erfolg                            |
| 4. November 1964   | Vandenberg AFB 395-D    | B-28     | DASO Cobra Skin         | Erfolg                            |
| 24. März 1965      | Vandenberg AFB 395-B    | B-60     | OT-1 Arctic Sun         | Erfolg                            |
| 16. April 1965     | Vandenberg AFB 395-C    | B-45     | OT-2 Bear Hug           | Erfolg                            |
| 30. April 1965     | Vandenberg AFB 395-D    | B-54     | OT-3 Card Deck          | Fehlschlag                        |
| 21. Mai 1965       | Vandenberg AFB 395-B    | B-51     | OT-4 Front Sight        | Erfolg                            |
| 14. Juni 1965      | Vandenberg AFB 395-C    | B-22     | OT-5 Gold Fish          | Fehlschlag                        |
| 30. Juni 1965      | Vandenberg AFB 395-D    | B-30(25) | OT-6 Busy Bee           | Erfolg                            |
| 21. Juli 1965      | Vandenberg AFB 395-B    | B-62     | OT-7 Long Ball          | Erfolg                            |
| 16. August 1965    | Vandenberg AFB 395-C    | B-45     | OT-8 Magic Lamp         | Erfolg                            |
| 25. August 1965    | Vandenberg AFB 395-D    | B-19     | OT-9 New Role           | Erfolg                            |
| 21. September 1965 | Vandenberg AFB 395-B    | B-58     | OT-10 Bold Guy          | Fehlschlag                        |
| 20. Oktober 1965   | Vandenberg AFB 395-C    | B-33(25) | OT-11 Power Box         | Erfolg                            |
| 27. November 1965  | Vandenberg AFB 395-D    | B-20(14) | OT-12 Red Wagon         | Erfolg                            |
| 30. November 1965  | Vandenberg AFB 395-B    | B-4      | OT-13 Cross Fire        | Fehlschlag                        |
| 22. Dezember 1965  | Vandenberg AFB 395-C    | B-73     | OT-14 Sea Rover         | Fehlschlag                        |
| 3. Februar 1966    | Vandenberg AFB 395-D    | B-87     | OT-15 Winter Ice        | Erfolg                            |
| 17. Februar 1966   | Vandenberg AFB 395-B    | B-61     | OT-16 Black Hawk        | Erfolg                            |
| 25. März 1966      | Vandenberg AFB 395-C    | B-16(11) | OT-17 Close Touch       | Erfolg                            |
| 5. April 1966      | Vandenberg AFB 395-D    | B-50     | OT-18 Gold Ring         | Erfolg                            |
| 20. April 1966     | Vandenberg AFB 395-B    | B-55     | OT-19 Long Light        | Erfolg                            |
| 24. Mai 1966       | Vandenberg AFB 395-C    | B-91     | FOT-1 Silver Bullet     | Fehlschlag                        |
| 22. Juli 1966      | Vandenberg AFB 395-B    | B-95     | ST Giant Train          | Erfolg                            |
| 16. September 1966 | Vandenberg AFB 395-C    | B-40     | FOT-2 Black River       | Erfolg                            |
| 24. November 1966  | Vandenberg AFB 395-B    | B-68     | FOT-3 Bubble Girl       | Erfolg                            |
| 17. März 1967      | Vandenberg AFB 395-C    | B-76     | FOT-4 Gift Horse        | Erfolg                            |
| 12. April 1967     | Vandenberg AFB 395-B    | B-81     | FOT-5 Glamor Girl       | Fehlschlag                        |
| 23. Juni 1967      | Vandenberg AFB 395-B    | B-70     | FOT-6 Buggy Wheel       | Erfolg                            |
| 11. September 1967 | Vandenberg AFB 395-B    | B-21     | FOT-7 Glowing Bright 44 | Erfolg                            |
| 30. November 1967  | Vandenberg AFB 395-B    | B-69     | FOT-8 Glowing Bright 49 | Abbruch, Nicht-Test               |
| 28. Februar 1968   | Vandenberg AFB 395-B    | B-88     | FOT-9 Glory Trip 04T    | Erfolg                            |
| 2. April 1968      | Vandenberg AFB 395-C    | B-36     | FOT-10 Glory Trip 010T  | Erfolg                            |
| 12. Juni 1968      | Vandenberg AFB 395-C    | B-82     | FOT-11 Glory Trip 08T   | Erfolg                            |
| 21. August 1968    | Vandenberg AFB 395-C    | B-53     | FOT-12 Glory Trip 018T  | Erfolg                            |
| 19. November 1968  | Vandenberg AFB 395-C    | B-3      | FOT-13 Glory Trip 026T  | Erfolg                            |
| 20. Mai 1969       | Vandenberg AFB 395-B    | B-83     | FOT-14 Glory Trip 039T  | Erfolg                            |
| 26. Mai 1971       | Vandenberg AFB 395-C    | B-69     | SSTTP MI-17             | Abbruch                           |
| 20. Juni 1971      | Vandenberg AFB 395-C    | B-12     | SSTTP MI-17             | Erfolg                            |
| 27. August 1971    | Vandenberg AFB 395-C    | B-100    | SSTTP M2-1              | Erfolg                            |
| 24. Mai 1972       | Vandenberg AFB 395-C    | B-46     | SSTTP M2-10             | Erfolg                            |
| 11. Oktober 1972   | Vandenberg AFB 395-C    | B-78     | SSTTP M2-14             | Erfolg                            |
| 5. Oktober 1973    | Vandenberg AFB 395-C    | B-69     | SSTTP M2-27             | Erfolg                            |
| 1. März 1974       | Vandenberg AFB 395-C    | B-85     | SSTTP M2-31             | Erfolg                            |
| 20. Juni 1974      | Vandenberg AFB 395-C    | B-41     | SSTTP M2-36             | Abbruch                           |
| 9. Januar 1975     | Vandenberg AFB 395-C    | B-27(30) | SOFT-1 ST               | Erfolg                            |
| 7. August 1975     | Vandenberg AFB 395-C    | B-52     | BMDTTP DG-2             | Erfolg                            |
| 4. Dezember 1975   | Vandenberg AFB 395-C    | B-41(18) | BMDTTP DG-4             | Erfolg                            |
| 27. Juni 1976      | Vandenberg AFB 395-C    | B-17     | ITF-1 Rivet Hawk        | Erfolg                            |

### Titan 23G SLV
| Datum              | Startplatz            | Rakete      | Nutzlast        | Orbit         | Anmerkungen                                         |
| ------------------ | --------------------- | ----------- | --------------- | ------------- | --------------------------------------------------- |
| 3. September 1988  | Vandenberg AFB SLC-4W | B-56(98)    | USA31           | polarer Orbit | Erfolg                                              |
| 5. September 1989  | Vandenberg AFB SLC-4W | B-99(75)    | USA45           | polarer Orbit | Fehlschlag, Satellit versagte                       |
| 25. April 1992     | Vandenberg AFB SLC-4W | B-102       | USA81           | polarer Orbit | Erfolg                                              |
| 5. Oktober 1993    | Vandenberg AFB SLC-4W | B-65        | LandSat-6       | polarer Orbit | Fehlschlag, Titan funktionierte, Oberstufe versagte |
| 25. Januar 1994    | Vandenberg AFB SLC-4W | B-67(89)    | Clementine; ISA | Mondbahn      | Erfolg                                              |
| 4. April 1997      | Vandenberg AFB SLC-4W | B-106       | DMSP F-14       | polarer Orbit | Erfolg                                              |
| 13. Mai 1998       | Vandenberg AFB SLC-4W | B-80,72(84) | NOAA-15         | polarer Orbit | Erfolg                                              |
| 19. Juni 1999      | Vandenberg AFB SLC-4W | B-75(99)    | QuickScat       | polarer Orbit | Erfolg                                              |
| 12. Dezember 1999  | Vandenberg AFB SLC-4W | B-44(94)    | DMSP F-15       | polarer Orbit | Erfolg                                              |
| 21. September 2000 | Vandenberg AFB SLC-4W | B-39(96)    | NOAA-16         | polarer Orbit | Erfolg                                              |
| 24. Juni 2002      | Vandenberg AFB SLC-4W | B-72,92(71) | NOAA-17         | polarer Orbit | Erfolg                                              |
| 6. Januar 2003     | Vandenberg AFB SLC-4W | B-105       | Coriolis        | polarer Orbit | Erfolg                                              |
| 18. Oktober 2003   | Vandenberg AFB SLC-4W | B-107       | DMSP-16         | polarer Orbit | Erfolg                                              |

## ICBM der 1. Generation im Vergleich
| Staat                                                                 | UdSSR                | UdSSR                        | UdSSR             | USA                        | USA                       |
| Rakete                                                                | R-7 / R-7A           | R-16 / R-16U                 | R-9A              | SM-65 Atlas (-D/-E/-F)     | SM-68 Titan I             |
| Entwickler                                                            | OKB-1 (Koroljow)     | OKB-586 (Jangel)             | OKB-1 (Koroljow)  | Convair                    | Glenn L. Martin Company   |
| Entwicklungsbeginn                                                    | 1954 / 1958          | 1956 / 1960                  | 1959              | 1954                       | 1956                      |
| erste Einsatzbereitschaft                                             | 1959 / 1960          | 1961 / 1963                  | 1964 / 1964       | 1959 / 1961 / 1962         | 1962                      |
| Ausmusterung bis                                                      | 1968                 | 1976 / 1976                  | 1976              | 1964 / 1965 / 1965         | 1965                      |
| Reichweite (km)                                                       | 8.000 / 9.500–12.000 | 11.000–13.000                | 12.500            | na                         | 10.000                    |
| Steuerung                                                             | radio-inertial       | inertial                     | radio-inertial    | radio-inertial / inertial  | radio-inertial / inertial |
| CEP (km)                                                              | 10                   | 4,3                          | 8–10              | na                         | < 1.8                     |
| Startmasse (t)                                                        | 280 / 276            | 141 / 147                    | 80                | 118 / 122 / 122            | 103                       |
| Stufen                                                                | 1.5                  | 2                            | 2                 | 1.5                        | 2                         |
| Treibstoffkombination                                                 | Kerosin / LOx        | UDMH / Salpetersäure         | Kerosin / LOX     | Kerosin / LOX              | Kerosin / LOX             |
| Stationierungsart                                                     | Startrampe           | Startrampe / Silo            | Startrampe / Silo | Startrampe / Bunker / Silo | Silo                      |
| maximaler Überdruck (psi; Schutz der Startanlage bei naher Explosion) | kA                   | kA / 28                      | kA / 28           | kA / 25 / 100              | 100                       |
| Reaktionszeit                                                         | etwa 24h             | 10er Minuten–mehrere Stunden | 20 min / 8–10 min | 15–20 min                  | 15–20 min                 |
| Garantiezeit (Jahre bei höchster Alarmbereitschaft)                   | kA                   | 30 Tage (betankt)            | 1                 | kA                         | 5                         |
| Explosionsstärke des Sprengkopfes (MT)                                | 3–5                  | 3–6                          | 5                 | 1,44 / 3,75 / 3,75         | 3,75                      |
| max. stationierte Anzahl                                              | 6                    | 186                          | 23                | 30 / 27 / 72               | 54                        |